# Андреев, Георгий Федосеевич
Гео́ргий Федосе́евич Андре́ев (6 мая 1922, Глубокое, РСФСР — 2 сентября 1945, Ивано-Франковская область, УССР) — советский военный деятель, майор Красной Армии, участник Великой Отечественной войны, Герой Советского Союза (1946, посмертно).

## Биография
Георгий Андреев родился 6 мая 1922 года в деревне Глубокая ныне Алтайского края в крестьянской семье. После окончания средней школы стал работать заведующим начальной школы. В 1941 году Андреев поступил в Новосибирское военно-пехотное училище, окончил его, став командиром Красной Армии.
Андреев принимал участие в Великой Отечественной войне с апреля 1942 года. К началу 1945 года он уже имел звание майора, и командовал батальоном 96-го стрелкового полка 140-й стрелковой дивизии 38-й армии 4-го Украинского фронта. В 1943 году Андреев вступил в ряды ВКП(б). Был награждён двумя орденами Красного Знамени и орденом Ленина.
Андреев отличился в боях за город Ясло во время освобождения от немецко-фашистских захватчиков оккупированной Польши. Во время прорыва немецкой обороны, 29 января 1945 года, он в числе первых ворвался в расположение штаба немецкого пехотного полка, и захватил его знамя и штабные документы.
Похоронен в городе Болехове Ивано-Франковской области Украины.
15 мая 1946 года указом Президиума Верховного Совета СССР Георгию Федосеевичу Андрееву было присвоено звание Героя Советского Союза.

## Увековечение памяти
- Бюст в селе Баево Алтайского края.
- Имя на мемориале Славы в Барнауле.
- Улица в селе Глубоком Алтайского края.
- Бюст в селе Завьялово[источник не указан 4175 дней]